# Bixi (Mythologie)

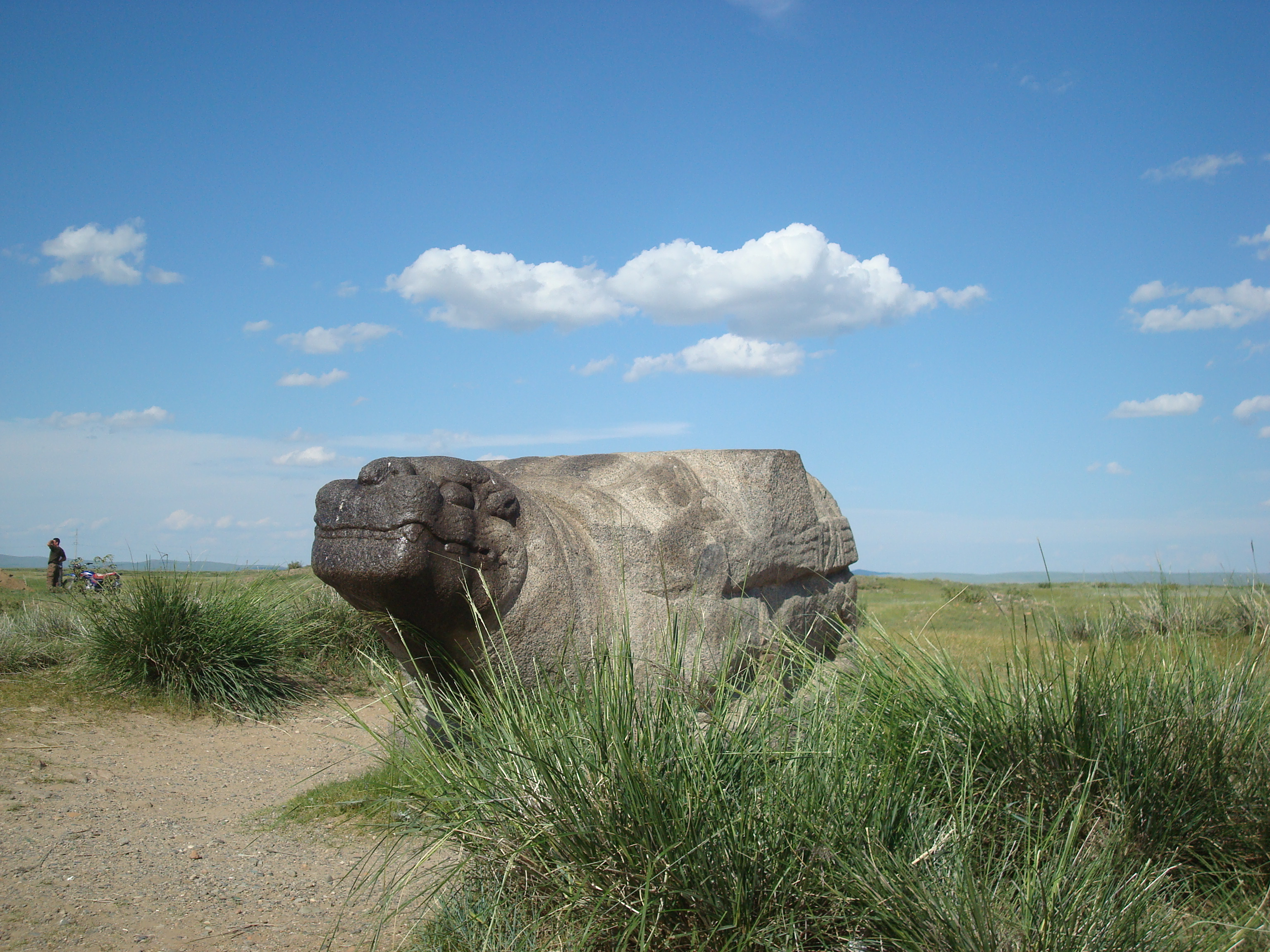
Bixi-Skulptur in der Mongolei.

Bixi (chinesisch 贔屭 / 赑屃, Pinyin Bìxì, W.-G. Pi-hsi, Jyutping Bei6hei3) ist eine Figur aus der chinesischen Mythologie. Es ist ein Wesen mit dem Körper einer Schildkröte und dem Kopf eines Drachen. Als Skulptur ist sie Bestandteil der ostasiatischen Architektur.
Bixi ist einer der neun Söhne des Drachenkönigs. Als Skulptur findet sich das Motiv in Sockeln von Denkmälern und Grabsteinen, aber auch in Brückenpfeilern und Torbögen. Man findet sie im ostasiatischen Raum, darunter Vietnam, Mongolei, Korea, Japan und Teilen Russlands.